# Обла
Обла — река в России, протекает по Лужскому району Ленинградской области. Устье реки находится в 2 км по левому берегу реки Вревки, на южной окраине Луги. Длина реки составляет 21 км, площадь водосборного бассейна 90 км².
Протекает вдоль южной границы лужского полигона. На левом берегу реки находятся Корповские пещеры.
Вблизи устья, на северо-западной окраине города Луга на реке находится озеро Омчино.

## Данные водного реестра
По данным государственного водного реестра России относится к Балтийскому бассейновому округу, водохозяйственный участок реки — Луга, речной подбассейн реки — подбассейн отсутствует. Относится к речному бассейну реки Нарва (российская часть бассейна).
Код объекта в государственном водном реестре — 01030000512102000025750.